# Linognathus ovillus
Linognathus ovillus är en insektsart som först beskrevs av Neumann 1907.  Linognathus ovillus ingår i släktet Linognathus och familjen nötlöss. Inga underarter finns listade i Catalogue of Life.